# Kudlu
Kudlu es una ciudad censal situada en el distrito de Kasaragod en el estado de Kerala (India). Su población es de 26235 habitantes (2011). Se encuentra a 3 km de Kasaragod y a 45 km de Mangalore.

## Demografía
Según el censo de 2011 la población de Kudlu era de 26235 habitantes, de los cuales 12682 eran hombres y 13553 eran mujeres. Kudlu tiene una tasa media de alfabetización del 94,01%, superior a la media estatal del 94%: la alfabetización masculina es del 96,64%, y la alfabetización femenina del 91,59%.